# Johnny Future
Johnny Future è un personaggio dei fumetti dell'universo America's Best Comics, creato da Alan Moore su Tom Strong n. 14 nell'ottobre 2001.
Il personaggio e le storie di Johnny Future sono un amalgama di John Carter di Marte, Capitan Futuro, Adam Strange, e Buck Rogers.
Johnny Future, membro degli America's Best e alleato di eroi come Tom Strong e Promethea, dopo molte avventure muore e lascia in eredità la sua villa e il suo equipaggiamento a sua nipote Jonni, la quale intraprende la carriera dello zio aiutata da Jermaal (ghepardo umanoide ex-alleato di Johnny).